# Malá Franková

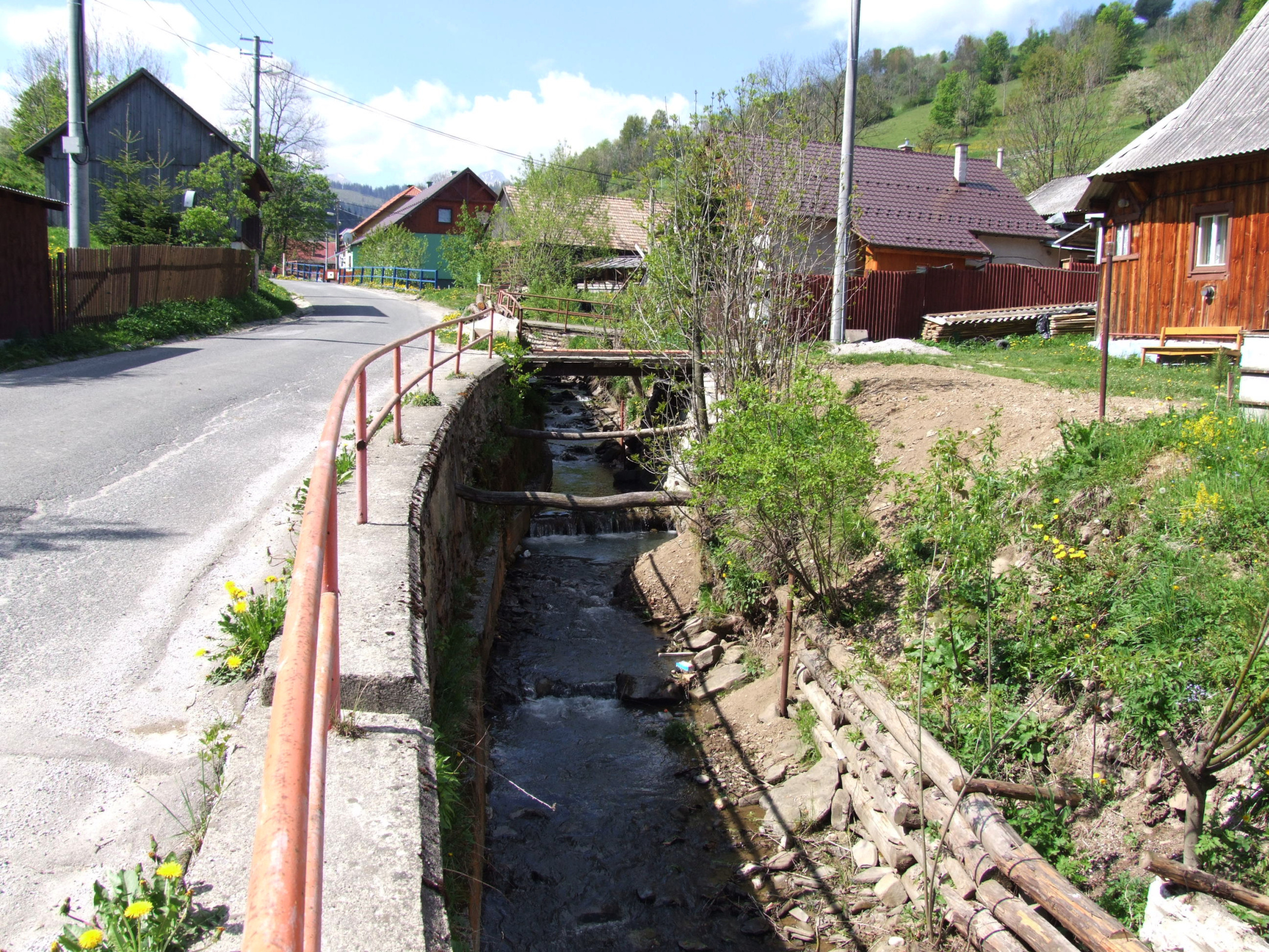
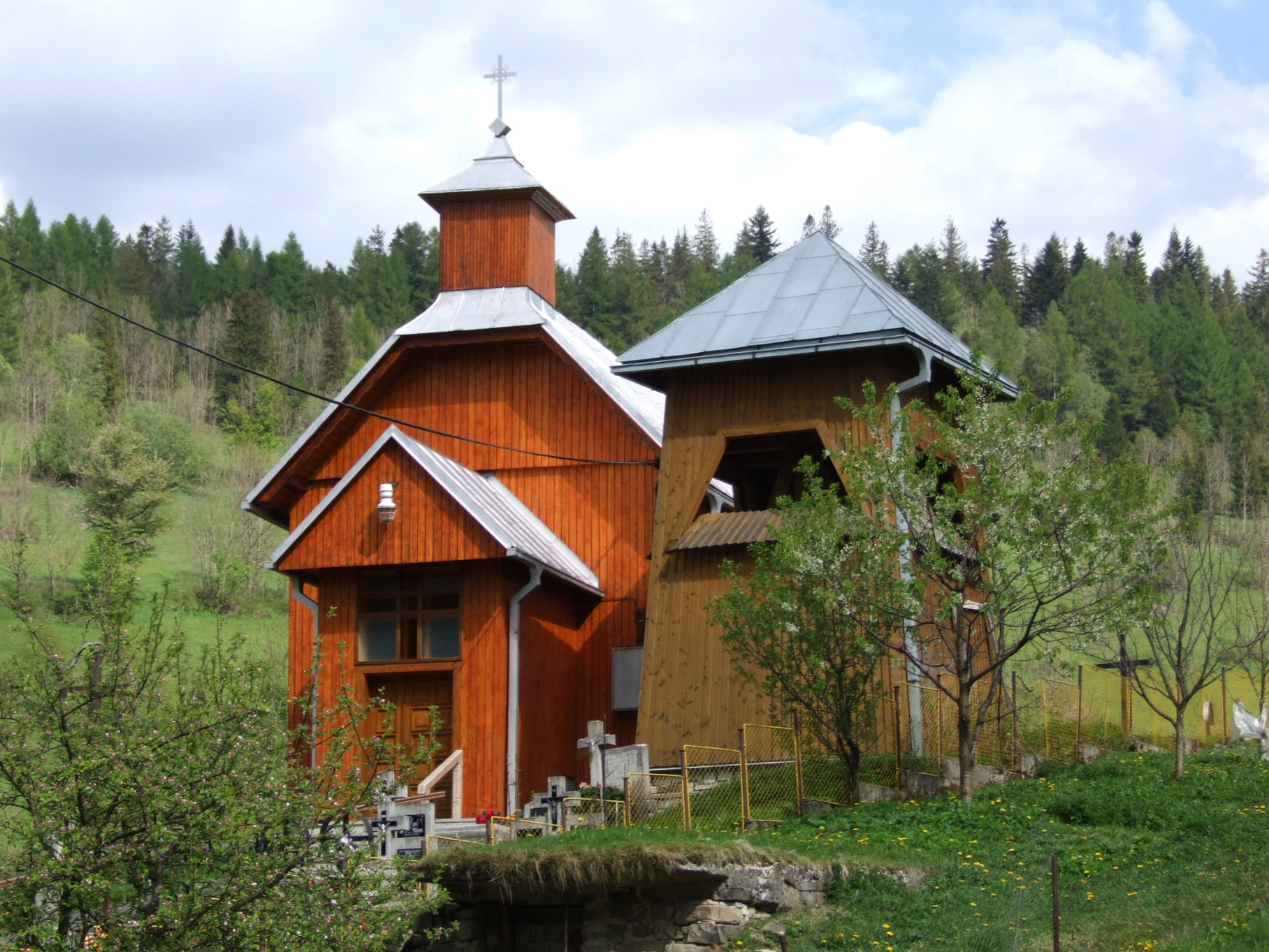

Malá Franková (Hongaars: Kisfrankvágása, Duits: Kleinfrankenau) is een Slowaakse gemeente in de regio Prešov, en maakt deel uit van het district Kežmarok.
Malá Franková telt 184 inwoners.